# Veprina
Veprina (koštrika, ježevine, lat. Ruscus), biljni rod od sedam vrsta vazdazelenih grmova iz porodice Asparagaceae. Raširen je po zapadnoj Europi Makaroneziji, sjeverozapadnoj Africi i jugozapadnoj Aziji istočno do Kavkaza.
Ime roda Ruscus starorimsko je ime za ovu biljku, a dolazi iz grčke riječi za kljun, zbog sličnosti bodljikavog lista s kljunom neke ptice. Ovi grmovi narastu do jednog metra visine, malo kada više, a plod im je jarkocrvena bobica, 5 – 10 mm u promjeru.

## Vrste
1. Ruscus aculeatus L., Bodljikava veprina
2. Ruscus colchicus Yeo
3. Ruscus hypoglossum L., meka veprina, širokolisna veprina
4. Ruscus hypophyllum L.,  kanarska veprina
5. Ruscus hyrcanus Woronow
6. Ruscus × microglossus Bertol.
7. Ruscus streptophyllus Yeo